# Folha da Região
Folha da Região, também conhecido pela sigla FR, é um jornal brasileiro publicado pela Editora Folha da Região, nas cidades da região de Araçatuba. O jornal foi fundado em 11 de junho de 1972.Inicialmente utilizava uma impressora plana manual de duas páginas e uma linotipo Intertype C3.
Suas primeiras edições possuiam a tiragem de cerca de 2000 exemplares e sua primeira manchete foi Colasuonno inaugura nosso jornal, citando o início do jornal inaugurado por Miguel Colasuonno, secretário estadual de Economia e Planejamento. Essa edição inicial possuia 16 páginas no primeiro caderno e 12 no segundo.Em 2004 sua tiragem ia de terça a domingo num total de 12, 5 mil exemplares.
Em 2002 o então prefeito do município de Araçatuba Maluly Netto proibiu a sua equipe de governo de fornecer informações à Folha.
Em dezembro de 2011, foi lançada a biografia Genilson Senche - Homem de Ideias e Ação, pela Editora Somos, do grupo Folha da Região. O livro conta a história do ex-proprietário do jornal.
Em 1 de agosto de 2021 anunciou o fim de sua edição impressa.

## Na Internet
O início dos trabalhos para o portal www.folhadaregiao.com.br  datam de 1997, através do provedor Folhanet.Em 22 de março de 2017 atualizou o seu portal com foco no acesso aos dispositivos móveis, que respondem por 95% dos acessos.

## Prêmios e indiçações
- 2004 - Prêmio Esso - indicado por reportagens sobre a venda de diplomas  escolares do ensino médio e fundamental.[9]
- 2005 - Prêmio Esso na categoria Especial Interior pela reportagem Rota das Mulas.[9]